# هارون آيكهورن
هارون آيكهورن (بالألمانية: Aaron Eichhorn)‏ (22 سبتمبر 1998 - ) هو لاعب كرة قدم ألماني في مركز الوسط. لعب مع فورتونا كولن.

## وصلات خارجية
- هارون آيكهورن على موقع قاعدة بيانات كرة القدم.إي يو (الإنجليزية)
- هارون آيكهورن على موقع عالم كرة القدم.نت (الإنجليزية)